# Hinduismus

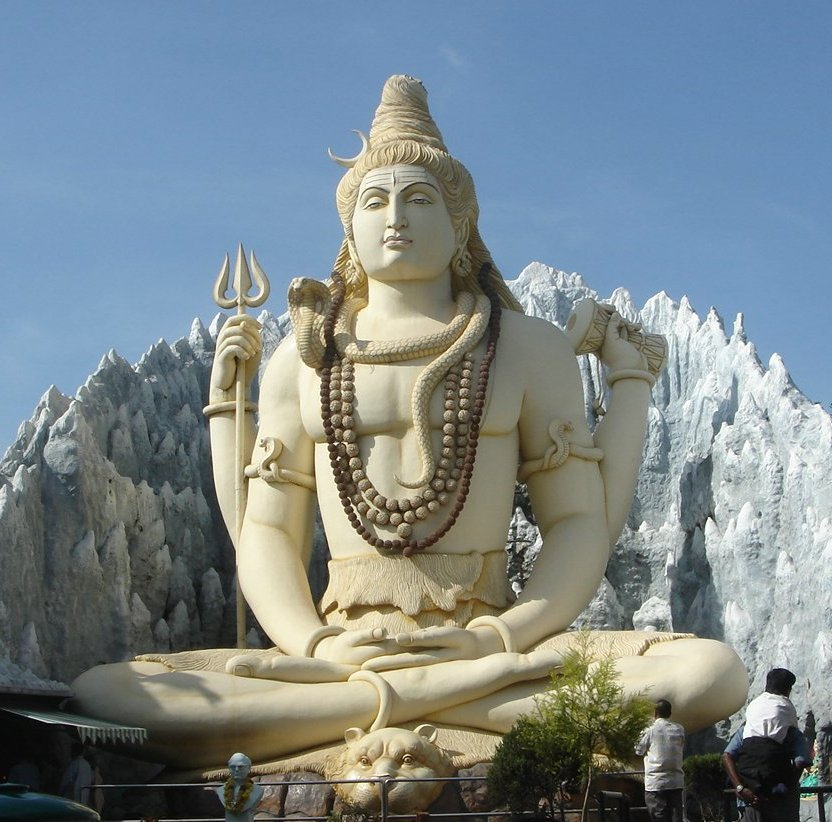
Šiva, jeden z hlavních bohů hinduismu.

Symbol slabiky Óm, velmi často používaná jako symbol hinduismu

Hinduismus je různě definován jako indické náboženství, soubor náboženských přesvědčení nebo praktik, náboženská tradice, způsob života nebo dharma - náboženský a univerzální řád, kterým se stoupenci řídí. Jako náboženství je třetím největším náboženstvím na světě s více než 1,2-1,35 miliardami stoupenců, označovaných jako hinduisté, kteří tak představují 15-16 % světové populace. Slovo hinduismus je exonymum, a přestože je hinduismus označován za nejstarší náboženství na světě, mnozí praktikující označují své náboženství jako Sanátana Dharma (v sánsr: सनातन धर्म, dosl. "věčná dharma", "věčné držmo"), moderní užití, které odkazuje na myšlenku, že její původ leží mimo lidské dějiny, jak je vyjeveno v hinduistických textech Dalším endonymem je vaidika dharma, dharma související s védami.
Hinduismus je rozmanitý myšlenkový systém vyznačující se řadou filozofií a sdílených pojmů, rituálů, kosmologických systémů, poutních míst a společných písemných pramenů, které pojednávají mimo jiné o teologii, metafyzice, mytologii, védské jadžně, józe, agamických rituálech a stavbě chrámů. K významným tématům hinduistické víry patří čtyři purušárthy, správné cíle či záměry lidského života, a to dharma (etika/povinnosti), artha (blahobyt/práce), kama (touhy/vášeň) a mókša (osvobození od vášní a koloběhu smrti a znovuzrození), a také karma (jednání, záměr a následky) a sansára (koloběh smrti a znovuzrození). Hinduismus předepisuje věčné povinnosti, jako jsou mimo jiné poctivost, zdržení se ubližování živým bytostem (ahinsá), trpělivost, snášenlivost, zdrženlivost, ctnost a soucit.  Mezi hinduistické praktiky patří uctívání (púdža), ohňové rituály (homa/havan), recitace (praváčan), oddanost (bhakti), zpěv (džapa), meditace (dhjána), obětování (jadžňa), dobročinnost (dána), nezištná služba (sevā), pocta předkům (śrāddha), rodinné obřady, výroční slavnosti a příležitostné poutě (yatra). Spolu s praktikováním různých jógových cvičení někteří hinduisté opouštějí svůj společenský svět a hmotný majetek a věnují se celoživotnímu sannjásovi (mnišství), aby dosáhli mókši.
Hinduistické texty se dělí na šruti ("slyšené") a smṛti ("vzpomínané"), z nichž hlavními spisy jsou védy, upanišady, purány, mahábhárata, rámájana a ágamy. Existuje šest āstických škol hinduistické filosofie, které uznávají autoritu Véd, a to Sánkhja, Jóga, Ňája, Vaišéšika, Mimámá a Védánta. Zatímco puránská chronologie předkládá tisíciletou genealogii počínaje védskými riši, vědci považují hinduismus za fúzi či syntézu bráhmanské orthopraxe s různými indickými kulturami, s různými kořeny a bez konkrétního zakladatele. Tato hinduistická syntéza se objevila po védském období, mezi cca lety 500-200 př. n. l. a cca 300 lety n. l., v období druhé urbanizace a raně klasického období hinduismu, kdy vznikly eposy a první purány. Její rozkvět nastal ve středověku, s úpadkem buddhismu v Indii.
V současné době existují čtyři hlavní směry hinduismu: višnuismus, šivaismus, šaktismus a tradice Smarta, vedle nich další menší směry jako je ajjávari u Tamilů. Zdroje autority a věčných pravd v hinduistických textech hrají důležitou roli, ale existuje také silná hinduistická tradice zpochybňování autority s cílem prohloubit pochopení těchto pravd a dále rozvíjet tradici. Hinduismus je nejrozšířenější vírou v Indii, Nepálu, na Mauriciu a na indonéském Bali. Významné hinduistické komunity žijí i v dalších zemích jižní Asie, v jihovýchodní Asii, v Karibiku, ve státech Perského zálivu, v Severní Americe, Evropě, Oceánii, Africe a dalších regionech.

## Název
Název pochází z perského slovního kořene hindu (هندو), v sanskrtu sindhu (सिन्धु), což je pojmenování řeky Indus. Muslimští Peršané slovem hindu označovali nemuslimské obyvatelstvo, žijící za řekou Indus. Je to v principu podobné označení, jako u křesťanů v Evropě bylo slovo pohan pro obyvatelstvo nekřesťanské. Hinduismus není možno považovat za náboženství v evropském, teistickém smyslu (jako například judaismus, křesťanství, islám), nýbrž je to dharma, způsob bytí, života, založený na určité filozofii. Toto slovo překládal přední český indolog Vladimír Miltner do češtiny jako držmo a definuje jej jako to, čehož jest se držeti a vysvětluje je jako všeindické pojetí vesmírného řádu, zákonů přírody i společnosti.
Zatímco v Evropě se pod slovem hinduista rozumí jednoznačně vyznavač „hinduistického náboženství“, v Indii má tento termín spíše politický kontext a označuje příslušníky politické komunity, mnohdy až extremisty. Tito mají v Indii i svoji vlastní politickou stranu – Indickou lidovou stranu, což je pravicová strana prosazující nacionalisticko-teokratické principy (tzv. hindutva). V této souvislosti vzbudil pozornost pokus indického farmáře Bandiho Venkatramanana, jenž ve své vesnici vztyčil tzv. Šafránovou desku, zapovídající vstup vyznavačům jiných náboženství.

## Rozšíření

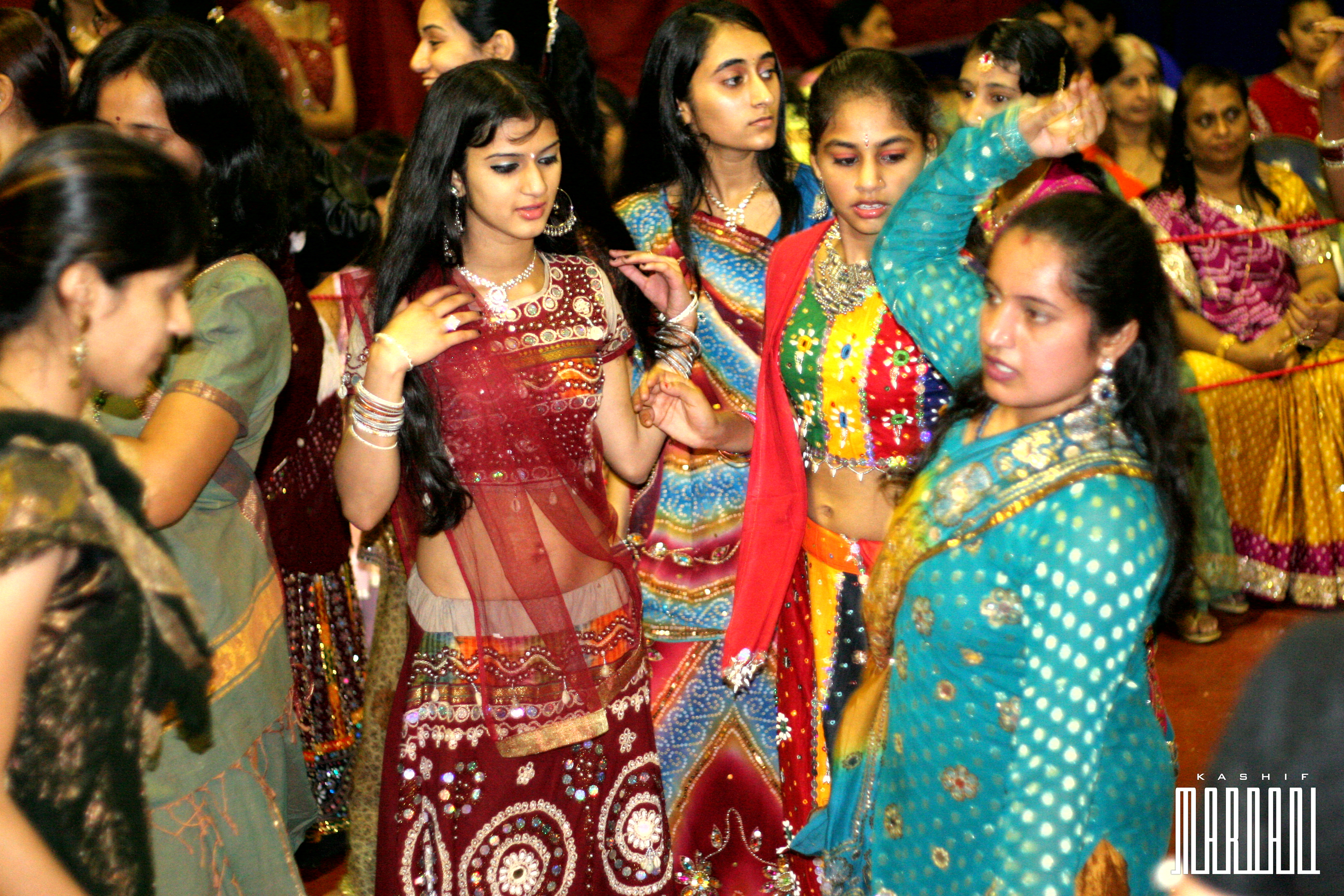
Hinduisté v indické komunitě v Mosambiku

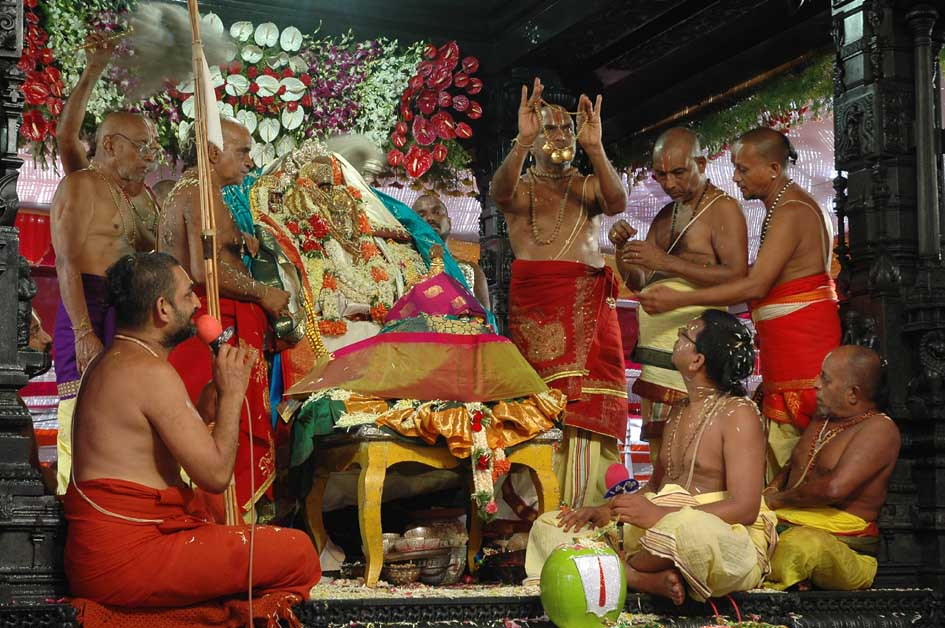
Hinduističtí kněží

Hinduismus převládá mimo Indii také v Nepálu a na Mauriciu, významné menšiny najdeme v Bangladéši (9,35%), na Srí Lance (9,3%), na Réunionu, v Surinamu, Guyaně, Malajsii, na Fidži (47%), Trinidadu a v Jihoafrické republice, kam se indičtí hinduisté stěhovali v rámci Britského impéria, dále v Indonésii (především na ostrově Bali), v Pákistánu (kde jsou terčem stále častějších útoků ze strany islamistů) a mezi nedávnými imigranty v Kanadě a USA. Několik set tisíc hinduistů indického původu bylo donuceno opustit Myanmar po převratu v roce 1962, ale v zemi stále existuje hinduistická menšina. Početná menšina hinduistů nepálského původu v Bhútánu čelila v 90. letech diskriminaci a vyhánění ze strany většinových buddhistů.
Mocné hinduistické království Čampa na území dnešního středního Vietnamu bylo v 15. století dobyto Vietnamci a hinduističtí Čamové byli postupně zredukováni na úroveň nepatrné menšiny. Ostrovní říše Madžapahit, ovládající většinu indonéského souostroví, se rozpadla v první polovině 16. století a její hinduisticko-buddhistické obyvatelstvo bylo z velké části islamizováno.
V Evropě žije cca milionová hinduistická komunita (1,8%) ve Spojeném království, další najdeme v Nizozemsku (původem ze Surinamu), kteří žijí především v Haagu a okolí (cca 180 tisíc), a velkou hinduistickou komunitu tamilských šivaistů – uprchlíků z Tamilského Ílamu před občanskou válkou na Srí Lance (33 tisíc) najdeme (spolu s cca 40 tisíci hinduisty z Indie) v Německu, kde vybudovali větší počet zajímavých šivaistických mandirů (hinduistických chrámů) v jihoindickém stylu.
V Česku se podle posledního sčítání lidu hlásí k hinduismu 637 lidí a dalších 675 se hlásí k hnutí Hare Kršna.

## Historie

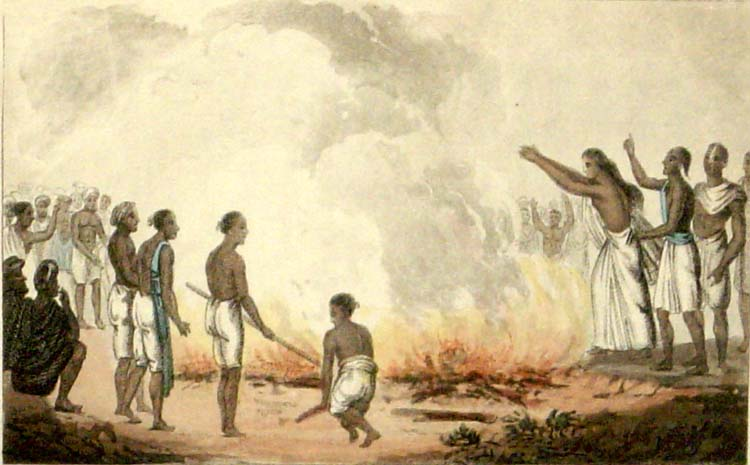
Obřad satí, při kterém byla vdova upálena se svým mrtvým manželem, byl zakázán Brity v 19. století

Pojmu „hinduismus“ se v historickém pohledu nepoužívá zcela jednoznačně. Dušan Zbavitel rozlišuje védské (předbuddhistické) a hinduistické období. Existují i rozlišení jiná, ale toto není podstatný problém, jelikož se jedná o postupný vývoj jednoho náboženství, ve kterém nejsou příliš veliké skoky.
Podle západních názorů (nepodporovaných tradicí ale ani posledními výzkumy) nevznikl hinduismus náhlým zlomem, ale někdy okolo poloviny 1. tisíciletí př. n. l. se postupně vyvinul z původního védského náboženství (védské dharmy, které se zaměřovalo na uctívání přírodních sil jako oheň, vítr, apod.). Okolo 2. tis. př. n. l. měli dobýt Árjové Indii, zničit pravděpodobně vyspělou civilizaci (našly se zbytky měst Mohendžodaro, Harrapa a dalších postavených podle plánu a s pokročilou infrastrukturou jako je kanalizace) a usadit se zde, i když myšlenka o vpádu Árjů do Indie je v současnosti čím dále tím více badateli zpochybňována. Hinduismus pak údajně přebíral vlivy i z této původní civilizace (myšlenka osvícení (mókša) už pravděpodobně v této době existovala).
Počátkem 1. tis. př. n. l. dochází k úpadku nejvyšší společenské vrstvy bráhmanů, které má jako následek od 8. stol. př. n. l. vznik mnoha „heretických“ hnutí – různých duchovních škol hledající mókšu jinak než skrze bráhmanské obřady (mimo jiné takto vznikl džinismus a buddhismus).
V této době se hinduismus zakládá převážně na rituální praxi prováděné bráhmany (cesta obřadů – karmamárga), takže obyčejný člověk má přístup k božství zprostředkovaný. V době šramanského hnutí (podle západních názorů okolo 6. stol. př. n. l.) vznikají Upanišady, které hlásají možnost dosažení vysvobození (mókši) skrze poznání (cesta poznání – džňánamárga). Tím se cesta k vysvobození otevřela i pro kšatrije, ale ostatní varny se začaly přiklánět k buddhismu, protože ten umožňoval dosáhnout vysvobození i jim. Za vlády císaře Ašóky (3. stol. př. n. l.) dochází k velikému rozšíření buddhismu. Okolo přelomu letopočtu ale hinduismus nabírá novou sílu a znovu se šíří. Je to mimo jiné i díky Bhagavadgítě, která nabízí cestu k vysvobození pomocí uctívání božstva (cesta oddanosti – bhaktimárga). Tak vzniká klasický hinduismus.

## Základní náboženské představy

### Svět a čas

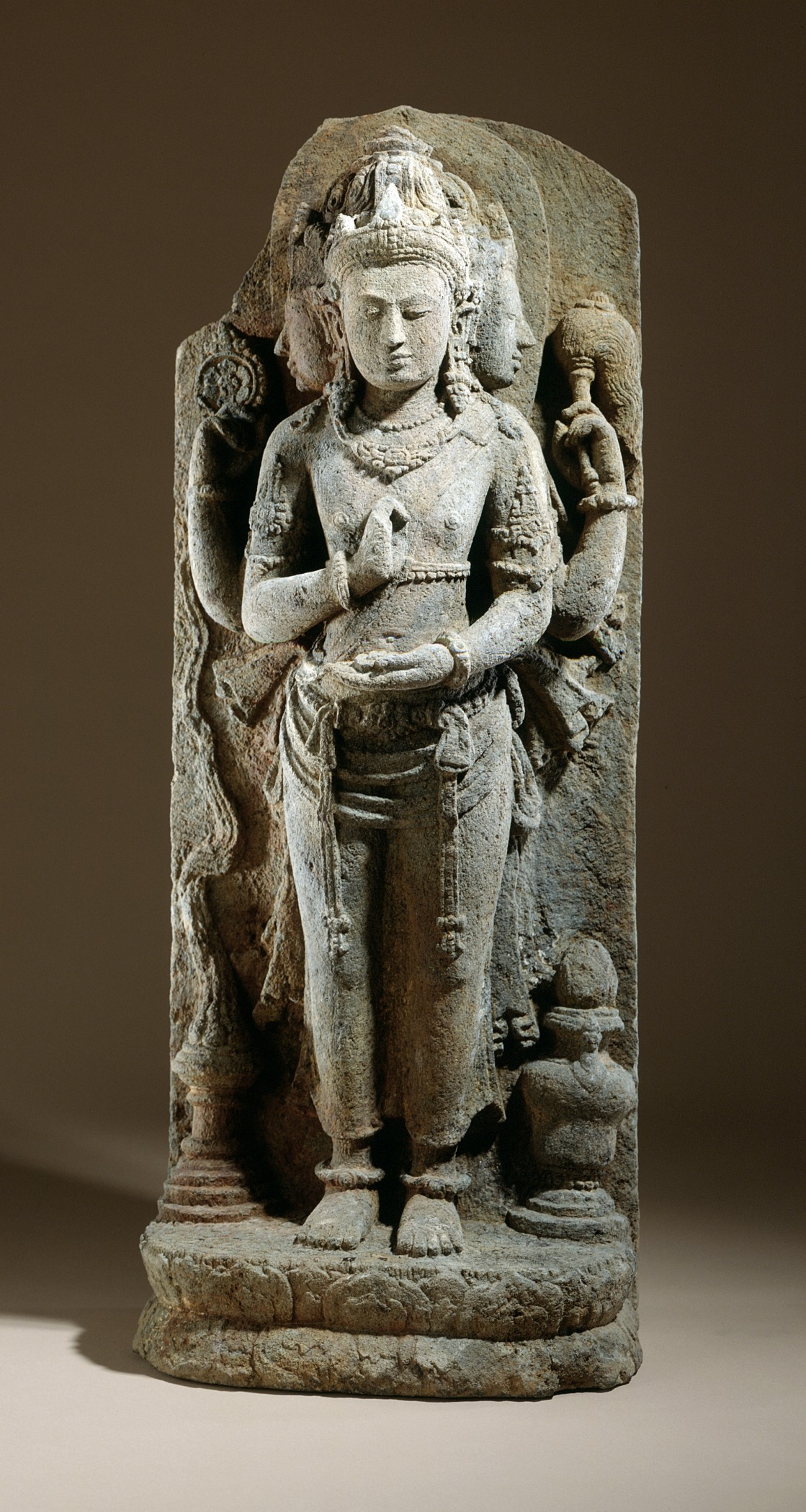
Socha Brahmy-stvořitele, ostrov Jáva z 9. století

Nejautoritativnější teorie vzniku světa pochází z Manuova zákoníku (Manu smrti), podle níž je stvořitelem celého světa bůh (déva) Brahma. Svět netrvá věčně, ale je periodicky ničen a znovu tvořen (čas je v hinduismu cyklický).
Postupně prochází čtyřmi jugami (věky):
- Krtajuga, která trvá 1 728 000 let,
- Tretájuga trvá 1 296 000 let, poté následuje
- Dváparajuga trvající 842 000 let a nakonec
- Kalijuga v délce 432 000 let

Mezi každými dvěma věky je navíc 400 let soumraku předchozího a poté 400 let svítání následujícího věku. Krta-jugam (též juga) představuje počáteční zlatý věk, každý další věk je o něco horší: upadají mravy, snižuje se délka života i inteligence (nyní žijeme v Kali-juze). Cyklus těchto čtyř věků se nazývá mahájuga (velká juga) a trvá 4 320 000 let. Až skončí, nastane pralaja – rozplynutí. 1000 mahájug tvoří jednu kalpu. Po uplynutí každé kalpy následuje mahápralaja – velké rozplynutí. Dvě kalpy také představují jeden Brahmův den (jedna kalpa pro den a jedna pro noc). Brahma se dožije 100 „svých let“ (50 kalp, 5000 velkých rozplynutí, asi 200 miliard let), poté umírá, ale kosmický cyklus pak začne znovu. Existují i další podobné systémy, ale tento je nejrozšířenější.

### Stvoření
Zajímavý je přístup ke stvoření světa ve Védách. Nejzákladnějším hymnem celého Rgvédu je Píseň o stvoření světa (RV 10.129). Autor této písně se v jejích prvních dvou strofách snaží zbavit různých rozšířených představ tím, že ukazuje, že při vzniku světa nebylo vůbec nic („Nebylo jsoucna ani nejsoucna tehdy…“). Poté dochází k tomu, že na počátku byla voda (což je rozšířená představa v Indii) – pravděpodobně ve smyslu „chaos“. Motivem stvoření pak byla touha (káma, smyslná touha), což je myšlenka, která se objevuje i jinde. Sám proces stvoření ale nemůžeme pochopit – „Nemůžeme jej pochopit jinak než působením, podnětem vyšší moci“. Sám básník píše:
5. Kdo v pravdě ví, kdo může na světě říci,

odkud vše vzniklo, odkud se vše vytvářelo.

Bozi se zrodili později s tímto světem. 

Kdo tedy ví, z čeho svět povstal
6. Ten, jenž toto stvořil svou mocí, 

ať sám vše vykonal nebo ne, 

on, bdící nad světem v nejvyšším nebi,

jistě to ví – nebo neví to ani on sám.

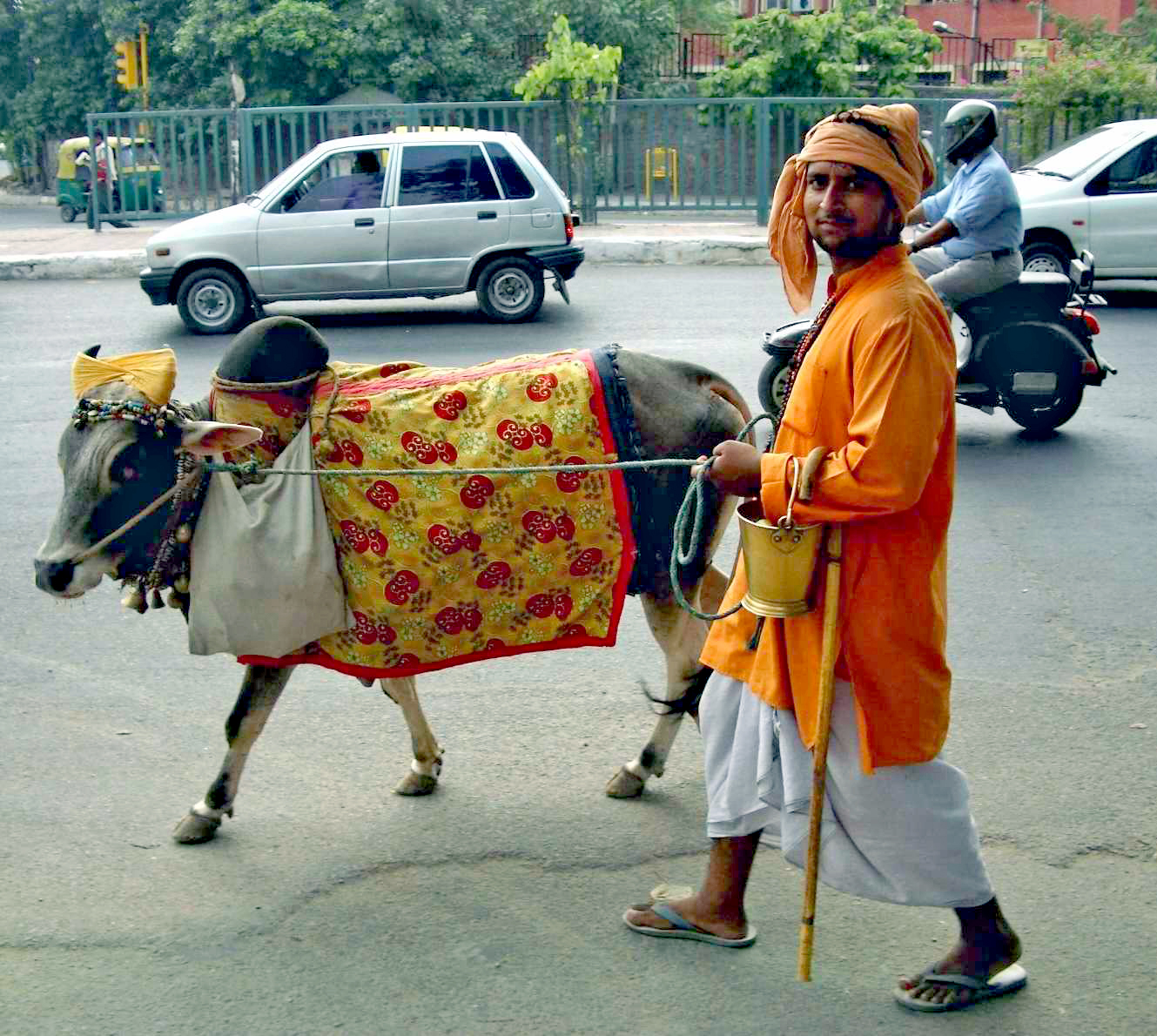
Posvátná kráva v ulicích Dillí

Hinduismus má většinou více různých verzí jednotlivých mýtů, takže i variant stvoření existuje veliké množství.
Při výkladu světa se uplatňuje také pět živlů a tři guny (kvality). Mezi pět živlů, které tvoří tento svět, patří oheň, vzduch, voda, země a pátý je prostor (akáša). Těchto pět živlů je doloženo už u Jádžňavalkji (640–610 př. n. l., který často vystupuje v Upanišadách).
Tři guny jsou jakési kvality, ve kterých se může nacházet všechno existující.
- 1. sattva – čistota,
- 2. radžas – neklid,
- 3. tamas – temnota.

Tyto kvality jsou často definovány ve vztahu k člověku – např. o mase se soudí, že je kvality radžas, protože člověka zneklidňuje, činí aktivním a obrací ho ke světským věcem. Nejčastěji jsou zmiňovány v souvislosti se stavem mysli. Věnuje se jim celý čtrnáctý zpěv Bhagavadgíty.

## Člověk

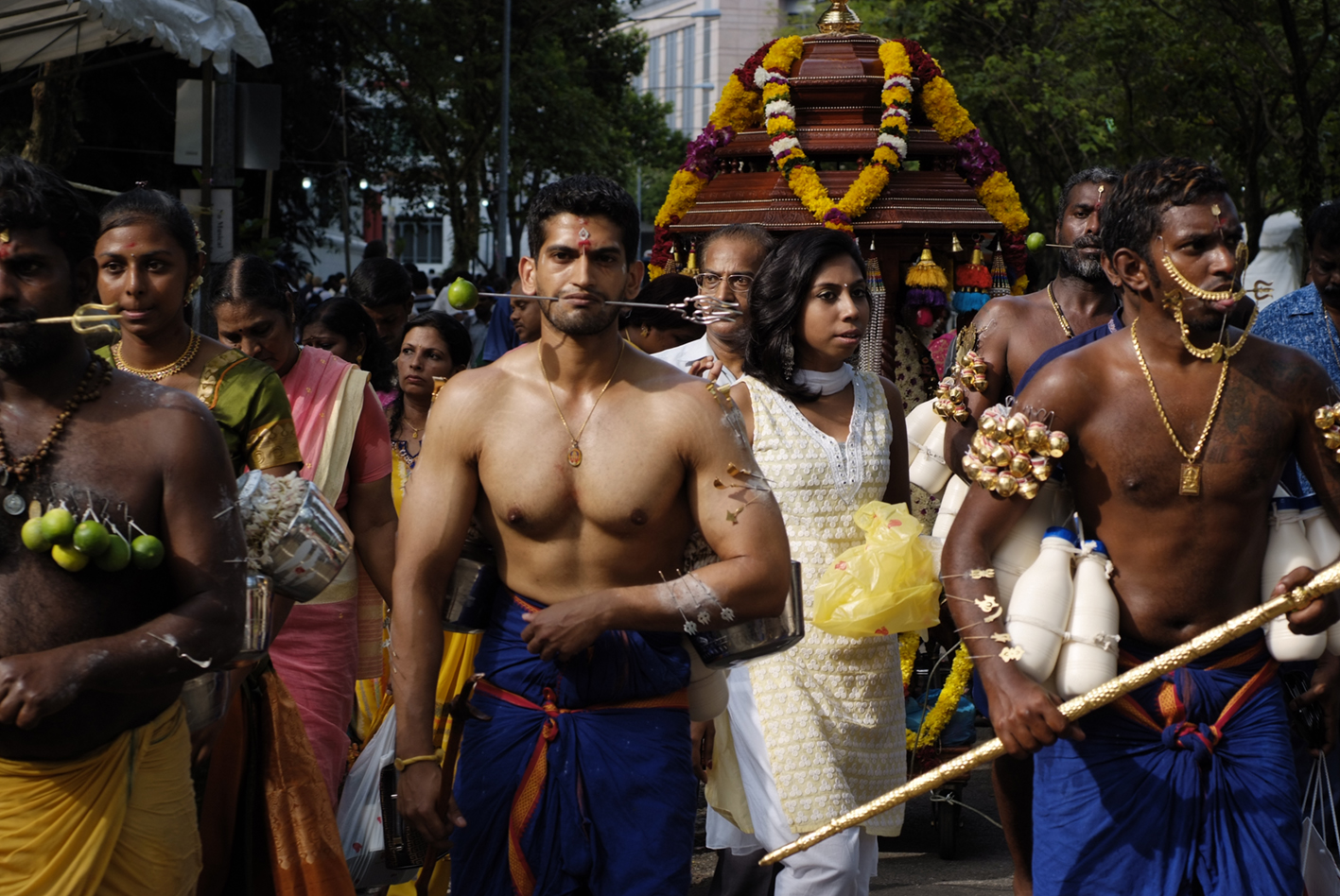
Hinduistický festival v Singapuru

Poměrně starou a důležitou myšlenkou je nauka o reinkarnaci (v plné šíři se objevuje už v Upanišadách). Lidská duše se podle ní po smrti znovu narodí do jiného těla. Kde a v jakých podmínkách se narodí, určuje tzv. karmanový zákon (od karman = čin). Člověk si svými činy vytváří buď dobrou nebo špatnou karmu, která se postupně hromadí a projevuje se v tomto a příštích zrozeních. Tento zákon je zcela nezávislý na bozích – je to prostě příčina a následek a člověk se dopadu své karmy nemůže vyhnout. Karmu vytváří i mluva. Negativní karma není dána „neposlušností vůči Bohu“, ale porušením vesmírných zákonů dharmy. Příčinou toho je nevědomost (avidja), která je postupně odstraněna a nahrazena poznáním – „Satjaméva džajaté“ (Mundakópanišada), „Pravda vždy vítězí“.
Z tohoto koloběhu zrození (samsára), který je považován za velice strastný, je možno se dostat jedině vysvobozením (mókša) – to je doména mnoha spirituálních směrů. Zásadní předěl tedy pro hinduismus není smrt (jako ku příkladu v západních náboženstvích), ale dosažení mókši.
Život muže (předně bráhmana) by měl být podle Manuova zákoníku rozdělen na 4 období (ášramy):
- 1. brahmačárin – student, učí se védy a další písma pod vedením gurua,
- 2. grhastha – hospodář, věnuje se rodinnému životu,
- 3. vánaprastha – poustevník, odchází do lesů, aby hledal spirituální poznání,
- 4. sannjásin – svatý muž, stav, který usnadňuje vysvobození.

### Uspořádání společnosti
Často zaměňované pojmy jsou varny a kasty. Původně byla varna a kasta definována vlastnostmi a činnostmi, ale později začala být příslušnost definována pouhým narozením (děděna po rodičích) a do konce života se neměnila (bylo možné jen klesnout).
Obyvatelstvo se dělí na čtyři varny (stavy, třídy, někdy nesprávně kasty) + nedotýkatelní (dříve nedotknutelní), kteří se nacházejí mimo varny.
Kasta (džáti, dosl. „zrození“, významem rod nebo původ) je podrobnější rozdělení jednotlivých varen a dělí obyvatelstvo podle povolání na kastu hrnčířů, kastu hudebníků, atd.

### Varny

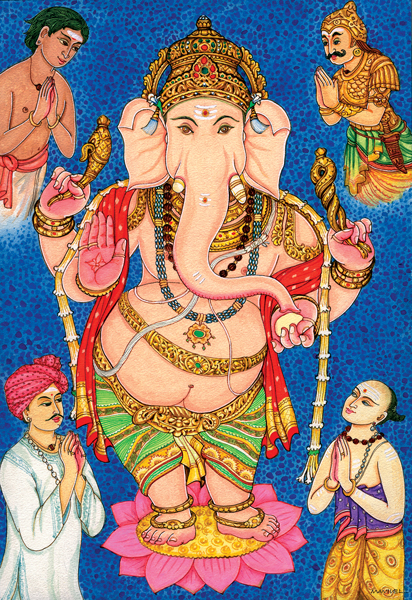
Vyobrazení oblíbeného boha Ganéši se zástupci čtyř hlavních indických kast

Varna (třída, stav, rasa) doslova znamená barva – vyšší varny mají (či spíše mívaly, přišly totiž na jih později) světlejší barvu pleti, i když dnes už to fakticky neplatí. Podle starověkých Indů čtyři varny měly rovnocenné postavení ve společnosti, byly rozděleny podle povinností vůči společnosti a společně pracovaly ve prospěch všech. Podle některých názorů jde zřejmě o představu o zlatých časech všeobecné rovnosti do mytologických knih.
Jednotlivé varny jsou:
- 1. bráhmani, kněží (jako jediní mohou provádět tradiční védské rituály) – „Zklidnění, sebevláda a pokání, čistota, snášenlivost a přímost, poznání, rozpoznávání a náboženské přesvědčení tvoří činy bráhmanů a rodí se z jejich podstaty“[57]
- 2. kšatrijové, válečníci, panovníci, šlechta – „Chrabrost a životnost, vytrvalost a obratnost, neochvějnost v boji, štědrost a svrchovanost patří k činům kšatrijů zrozeným z jejich podstaty“[58]
- 3. vaišjové, obchodníci, zemědělci a řemeslníci, střední stav – „Obdělávání polí, chov dobytka a obchod patří k činům vaišjů zrozeným z jejich podstaty“[59]
- 4. šúdrové, služebníci ostatních varen – „A činností šúdry, zrozenou z jeho podstaty, je služba.“[59]

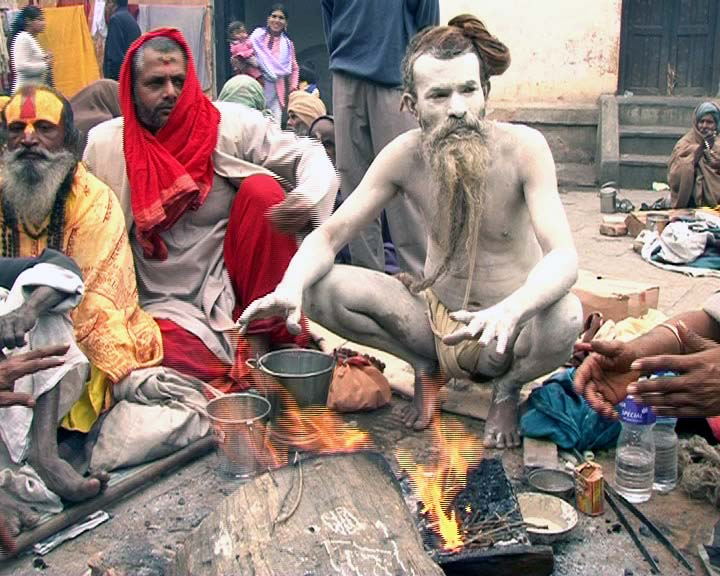
Sádhuové v hinduistickém chrámu

Každá varna má podrobně stanovené povinnosti, které rozebírá Manuův zákoník. Tyto povinnosti se týkaly mužů. Ženy se neúčastnily společenského života a jejich povinností byla oddanost manželovi a mateřství.

### Nedotýkatelní
Tzv. nedotýkatelní (také „nedotknutelní“; Mahátma Gándhí razil termín haridžan, „boží lid“, nebo dalit, „utlačovaný“, v sanskrtu dalita – दलित) nepřísluší k žádné varně a jsou zcela naspodu tradiční sociální hierarchie (obdoba otroků, ale bez pána). Mohou vykonávat jen rituálně nečisté práce a platí pro ně mnohá přísná omezení, např. člověk s varnou by se znečistil už tím, kdyby na něj padl stín nedotýkatelného.
Odhaduje se, že k nim náleží přes 200 miliónů Indů.

### Gótra
Dalším atributem, který hinduisty společensky zařazuje, je gótra (dosl. „ohrada pro krávy“, významově podobná slovu „rod“ či dynastie). Ta hraje roli především při svatbě – ženich a nevěsta musejí mít stejnou kastu, ale odlišnou gótru (těch je poměrně velký počet, například v Bengálsku je bráhmanských góter okolo čtyřiceti). Ohledně svatby platí mnoho dalších nařízení (jsou i jemnější rozlišení než gótry, atd.).

### Proti kastovnímu systému
Mnoho v Indii vzniklých duchovních směrů bylo proti úpadkovému kastovnímu systému (zcela explicitně a jasně např. buddhismus). Ty ale většinou neměly za cíl reformovat celou společnost (spíše se odtrhly od většinové společnosti). O reformu v pravém slova smyslu začaly usilovat až později vzniklé organizace.
- Už roku 1828 založil Rámmohan Ráj v Bengálsku společnost Brahmo samádž, která měla za svůj cíl zrušit diskriminaci na základě varen i kast.
- Další, ještě populárnější hnutí, byl Árja samádž (Společenství Árjů, zal. 1875), které se snažilo očistit hinduismus od domnělých pozdějších zvyků, hlásalo návrat k védám a reformu sociálního systému hinduismu (žádná dědičná privilegia vyšších kast, apod.).
- Od roku 1950 jsou dle ústavy Indické republiky všechny varny i další společenská rozdělení rovnoprávné a diskriminace na základě varen je zakázaná. Toto se ale nepodařilo zcela prosadit. Ve městech se už většinou na varnu či kastu nehledí, ale na vesnicích tento systém často přetrvává. (Společná gótra jako překážka sňatku je ale zakotvena v zákoně z roku 1955, který dosud platí).

## Bůh a bohové

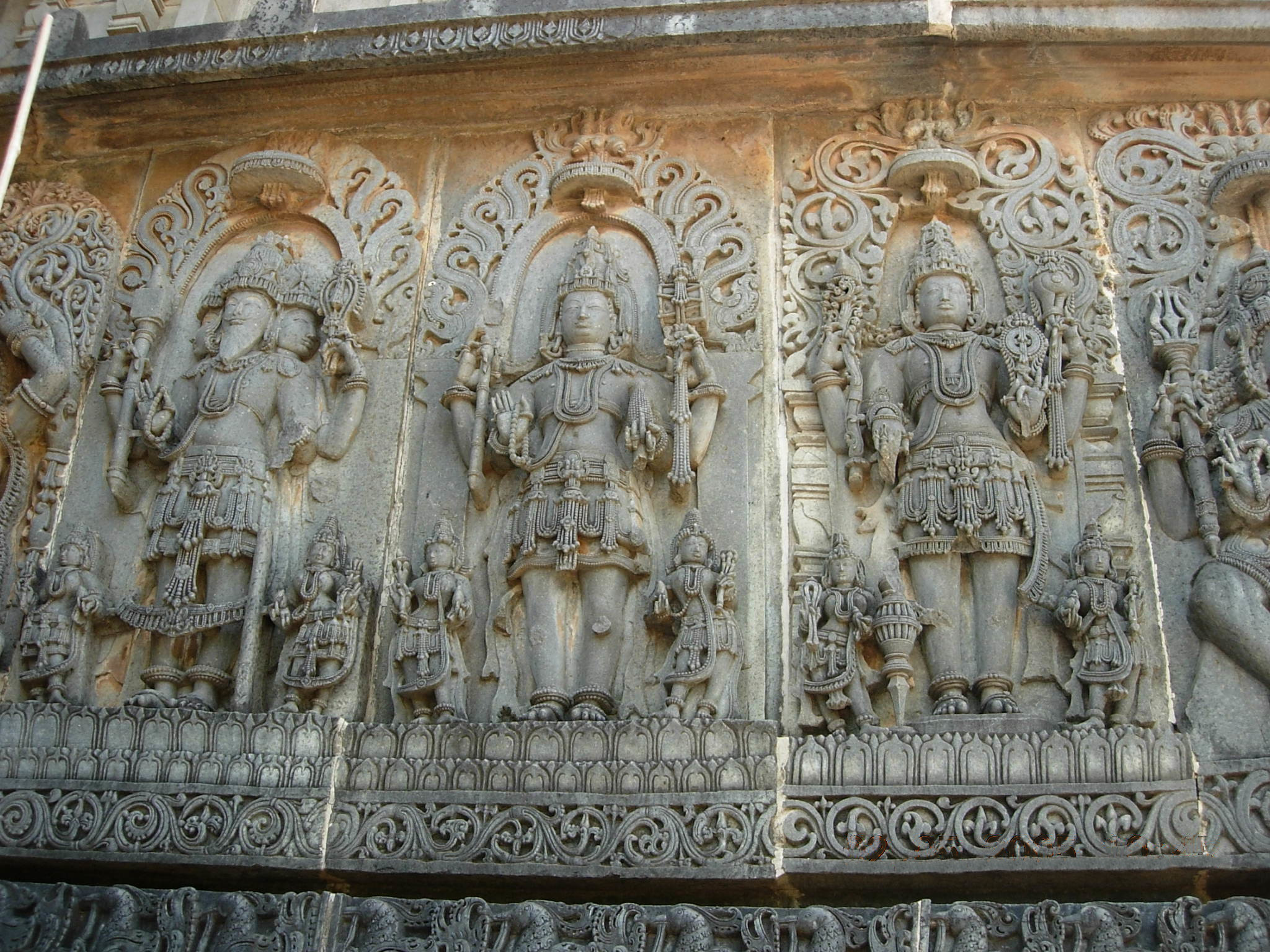
Tři hlavní bohové – Brahmá, Višnu a Šiva

Označení hinduismu za polyteismus není přesné a je opět další zavádějící doktrínou vytvořenou portugalskými křesťanskými misionáři z řádu jezuitů, podobně jako systém kast. (A také samotné slovo kasta je portugalského původu.)

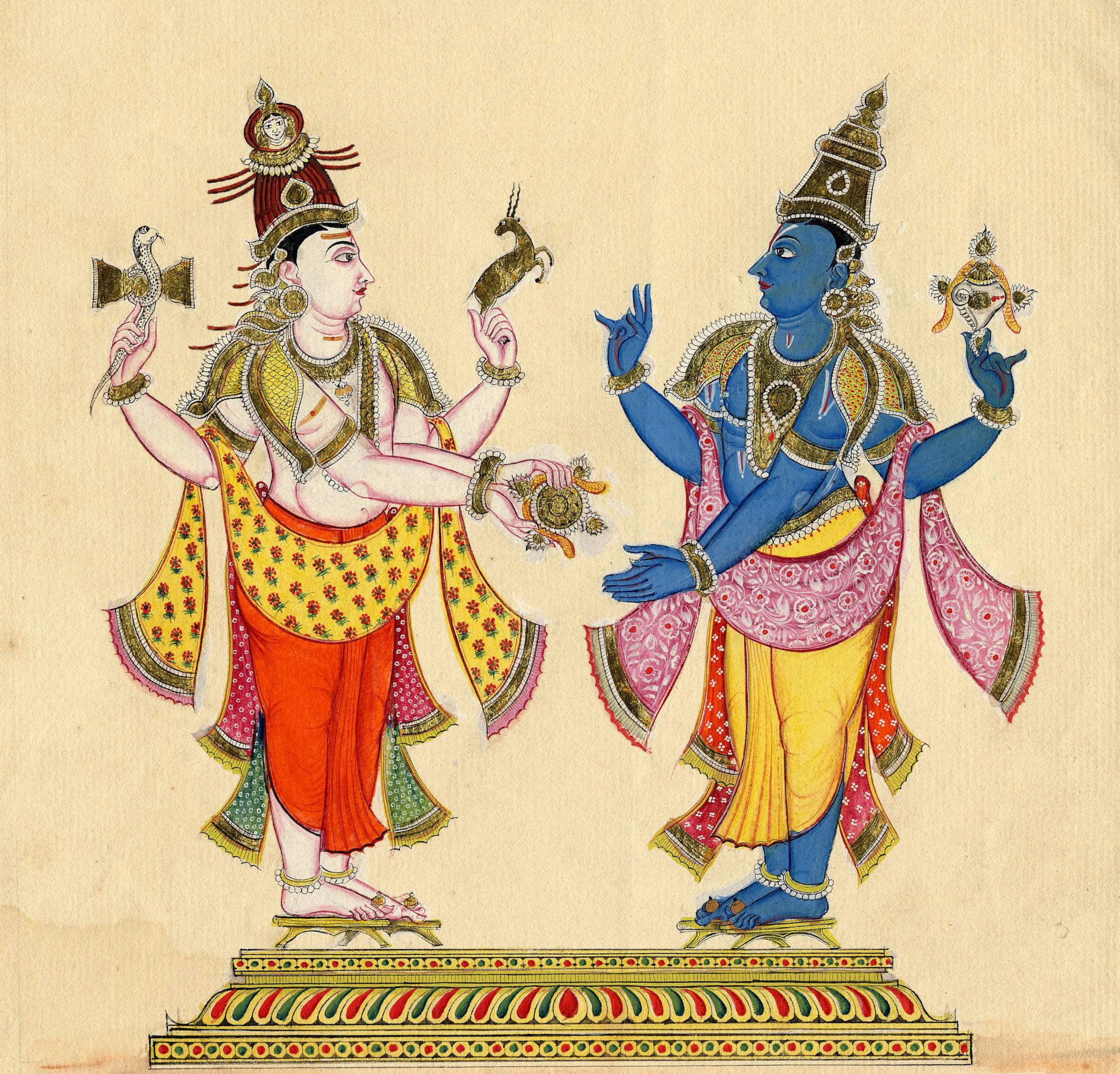
Bohové Višnu a Šiva

L. Ondračka parafrázuje Mahábháratu (1.56.33): „Na co religionista narazí v Indii, může nalézt i jinde, co však v Indii není, těžko někde objeví.“ Toto náboženství je totiž rozšířené po celém subkontinentu, a navíc se vyznačuje velikou tolerantností. Vedle sebe zde existují filosofické školy, které se různým způsobem snaží božství „promyslet“, poté mystici, kteří o něm nechtějí přemýšlet, ale chtějí ho dosáhnout, a samozřejmě i prostí lidé, kteří to řeší spíše vlastním názorem. Většina lidí uctívá stejného Boha/bohy jako jejich rodiče.
Už v nejstarších písemných pramenech nacházíme pochybnosti o bozích (pravděpodobně způsobené jejich velkým počtem). To nasvědčuje tomu, že za vnější různorodostí se skrývá jednota. V Rgvédu se nachází velice známý verš: „Různě nazývají věštci, co jest jedno“ (RV 1.164.46; př. O. Friš). Obdobný názor je možné nalézt v Upanišadách i Bhagavadgítě.

### Védská božstva

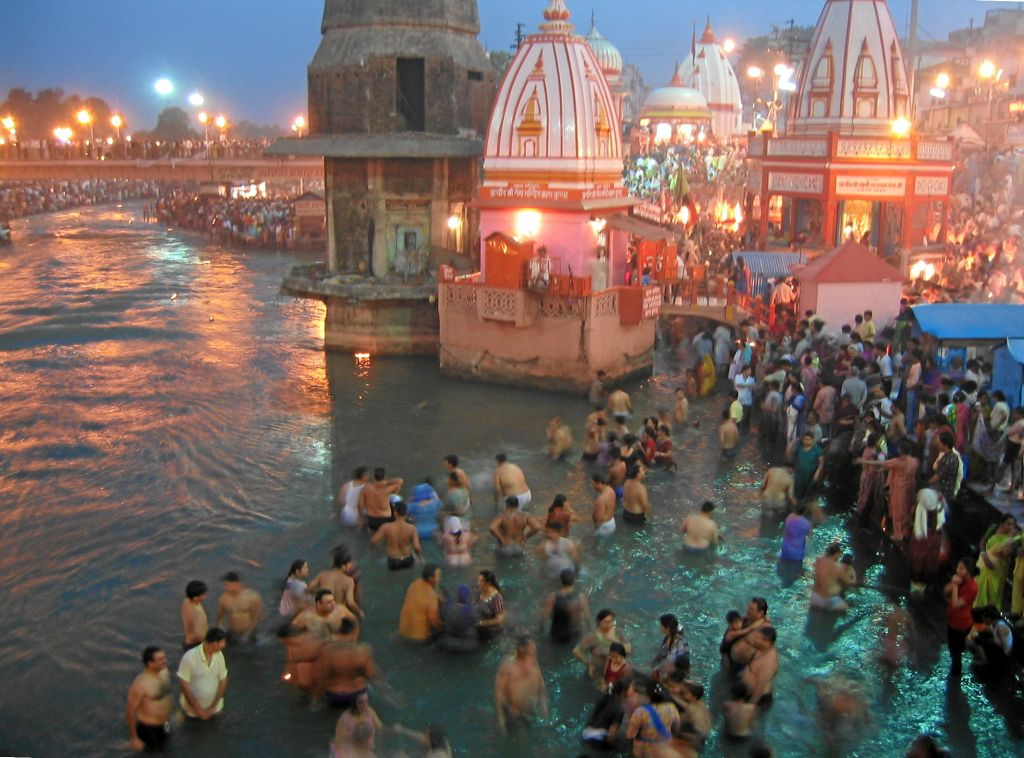
Obřady k uctění posvátné řeky Gangy.

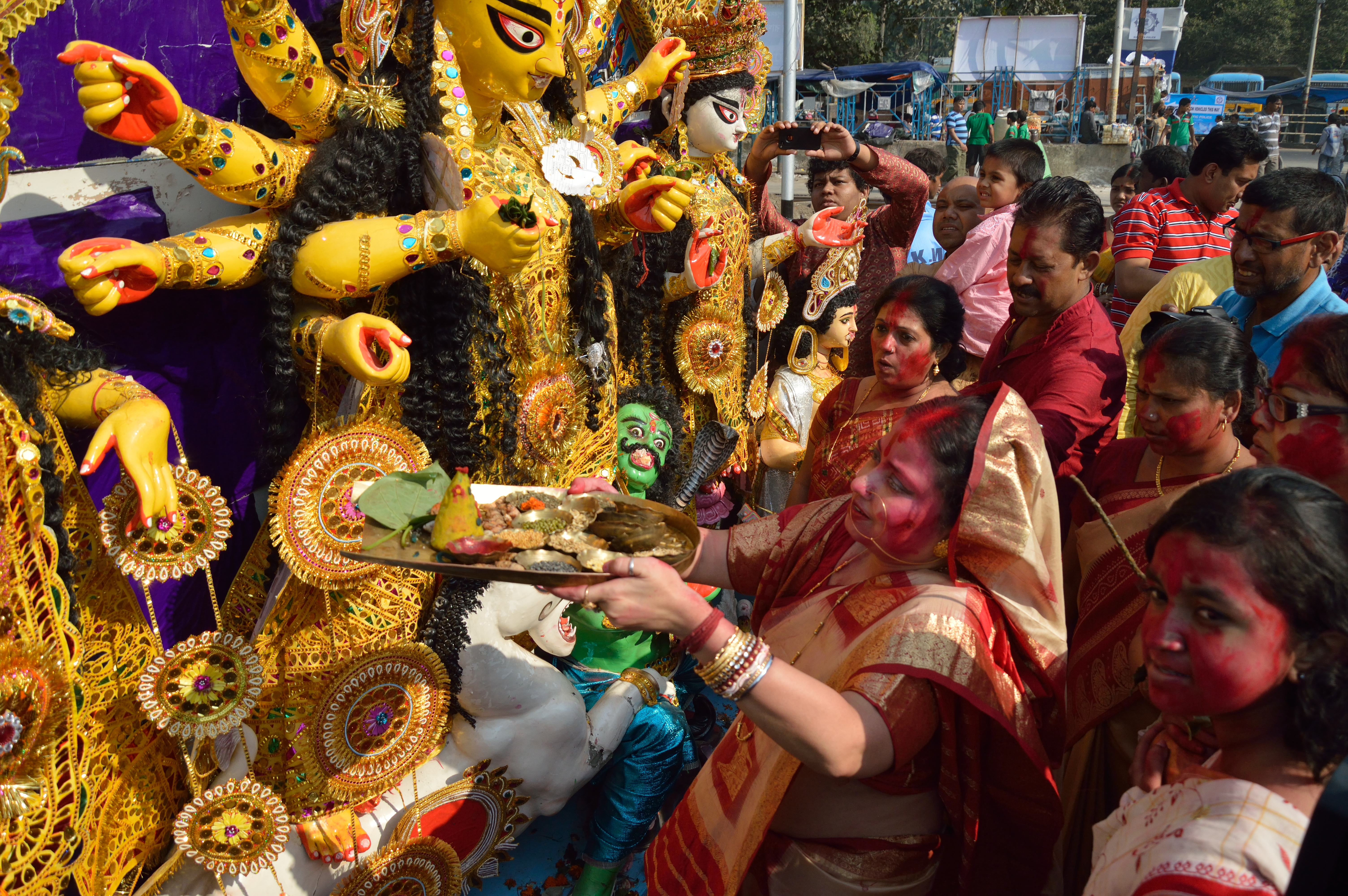
Festival Durga púdžá v Kalkatě

„Védské náboženství“ je popisováno ve Védách. Většina védských dévů je spojena s různými přírodními silami (např. Váju – vítr, Agni – oheň atd.). Přední místo pantheonu náleží Indrovi, který je atmosférickým bohem (tzn. vládne hlavně počasí) a bohem válečníků. Dalším významným dévou je Varuna, strážce vesmírného řádu (rta).
Aditi je androgynní bohyní, od níž pochází celý vesmír a vše živé. Je také matkou dévů, mezi něž patří veškerá božstva védského pantheonu i většina hlavních bohů jako Višnu, Šiva, atd.
Diti a Danu jsou matky asurů, kteří jsou sice mocní téměř jako dévové, ale většinou se pokoušejí ovládnou svět, ale dévové je přemohou nebo přelstí, někdy s pomocí Višnua či Šivy. Otcem dévů i asurů je mudrc Kašjapa.
Mezi dévy patří i posvátná řeka Ganga a Sarasvatí (tato řeka již dnes neexistuje a vedou se debaty, jestli vůbec existovala, nedávno bylo ovšem objeveno vyschlé řečiště, které by jí mohlo patřit). Ganga je zobrazována i v personifikované podobě a má stále veliký počet uctívačů (na rozdíl od většiny ostatních védských dévů).
Různé védské hymny označují různé dévy za nejvyšší, protože jsou představiteli svrchovaného brahma.

### Klasický hinduismus
Hlavními bohy (dá-li se to tak říci) je trojice Brahma, Višnu a Šiva (dohromady označovaní jako Trimúrti). Brahmani zase považují za hlavního a jediného boha Šivu. Obě skupiny ale nejsou většinou nepřátelské a chodí do stejných chrámů.

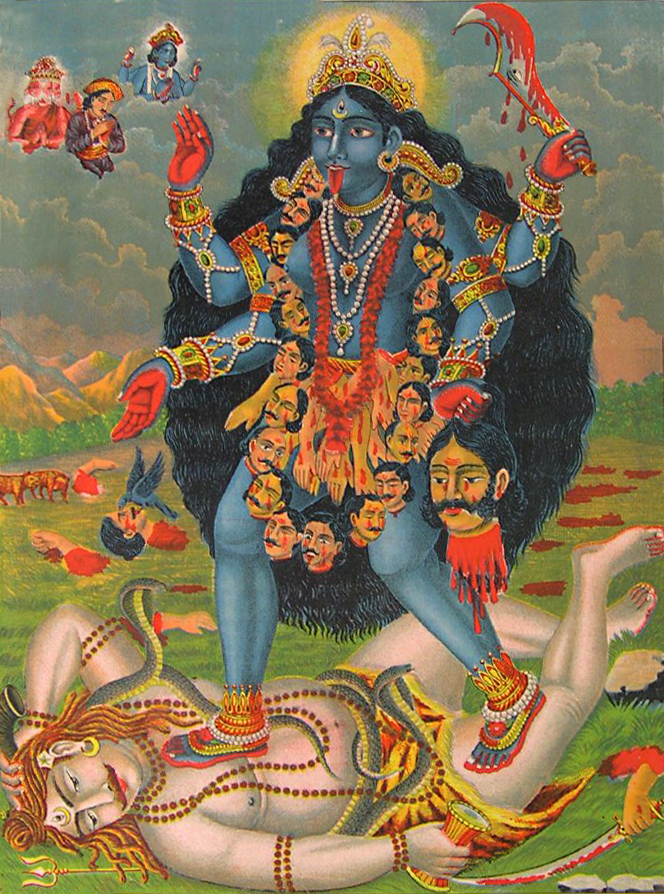
Bohyně Kálí spojená se smrtí a zánikem

Tito bohové mají i své ženské protějšky (šakti). Sarasvatí je Brahmova dcera a podle jedné verze i manželka. Je uctívána jako bohyně literatury a umění. Lakšmí, bohyně štěstí, je manželkou Višnua. Manželkou Šivy je Párvatí, které má mnoho rozličných podob. Jednou z jejích nejznámějších forem je bohyně Kálí (na západě je chápaná jako jakési „ďábelské božstvo“, ale to neodpovídá pravdě – je spíše symbolem pomíjivosti a nového zrození).

### Světci, kteří milují
Mezi bohy hinduismu je třeba počítat i různé světce či mudrce. Z hlediska hinduismu je totiž pro člověka možné narodit se jako déva a naopak. Konkrétní interpretace stavu světce záleží na duchovním směru. Světci jsou považováni za inkarnace brahma, určitého dévy nebo lidi, kteří dosáhli vysvobození (mókša). Existují školy, které gurua (duchovního učitele) považují za vyššího a důležitějšího než jsou běžní dévové. Oblíbený je např. verš z Guru gíty (součást Uttara Khandy Skanda Purány) – gurur Brahma, gurur Višnu, gururdévo Mahéšvara gurur eva parabrahma tasmai šrí gurave namah (32) – „Guru je Brahma, Guru je Višnu, Guru je Mahéšvara (Šiva). Guru je Parabrahma. Tomuto guruovi se klaním“.
V mnoha puránských příbězích je postavení dévů, hlavně Indry, domněle ohroženo nějakým světcem, který přísnou askezí, oddaností či různými duchovními technikami získal příliš velikou moc a je ho třeba zastavit. Indra v takových případech často posílá apsary, nebeské kurtizány, aby daného světce rozptýlily.
Jindy dévům hrozí nebezpečí od asurů a v takových případech dévům často pomáhají Višnu nebo Šiva. Např. Višnu se zrodil jako Narasinha, aby zabil asuru Hiranjakašipua, který oddaností Brahmovi získal velikou moc a stal se téměř nesmrtelným.
Mezi nejznámější indické světce patří Vjása (podle tradice napsal Mahábháratu a provedl konečnou redakci Véd), Šankaráčárja (významný filosof, 788–820?), Kannappa (významný uctívač Šivy), Mírábáí (oblíbená uctívačka Kršny, 1498–1547), atd. Existuje mnoho dalších legendárních i historicky doložených světců a dodnes není v Indii málo těch, kteří jsou za světce považováni.

## Hinduismus v Česku

Věková struktura České hinduistické náboženské společnosti v České republice roku 2011

### Související náboženství
- Buddhismus
- Džinismus
- Jóga
- Sikhismus
- Tantrismus
- Teosofie